# Frente Nacional Español
El Frente Nacional Español (FNE) va ser una associació política espanyola d'ideari falangista creada en les acaballes de la dictadura franquista, presidida pel franco-falangista Raimundo Fernández Cuesta, que va donar lloc en octubre de 1976 al partit polític Falange Española de las JONS.

## Història
Fou presentada temptativament sota el nom de Frente Español, el fet que les sigles se semblaven a les de Falange Española va conduir a que el Consell Nacional del Movimiento rebutgés la denominació. Havien sol·licitat la seva aprovació falangistes de «primera hora» juntament amb alguns falangistes de generacions posteriors. La comissió delegada provisional que va presentar juntament amb els estatuts i memòria al novembre de 1975 per a la seva constitució definitiva com a associació política estava composta per Raimundo Fernández Cuesta, Manuel Valdés Larrañaga, Agustín Aznar Gerner, Roberto Reyes Morales, Elvira Hernández Pérez Moyano, Jesús Suevos Fernández-Jove, José Antonio Elola-Olaso, Esperanza Labajo, Alfredo Jiménez Millas, Alberto García Ortiz, Joaquín Gías Jové, Carmen Werner, Josefina Veglison, Eduardo Uzgorri, Luis Ibarra Landete, Eduardo Villegas Girón i José Antonio Peche y Primo de Rivera.
El principal objectiu del FNE —que era una de les 8 associacions polítiques que ja havien estat legalitzades a les altures de juny de 1976— era la unificació del sector falangista, per la qual cosa, malgrat haver format part en 1976 d'una comissió d'associacions al costat d'Unión del Pueblo Español, ANEPA, UDE i Unión Nacional Española, va rebutjar prendre partit en un front comú de forces dretanes, com el que acabaria representant la federació de partits d'Alianza Popular. Una vegada en vigor la nova Llei sobre el Dret d'Associació Política de juny de 1976, que aixecava el veto a l'ús de simbologia patrimonial del «Movimiento», va competir per les sigles oficials de la Falange joseantoniana amb altres grups falangistes com els Círculos José Antonio, el sector al voltant de Sigfredo Hillers (futura Falange Española Independiente), i la Falange Española Auténtica. El FNE, que no deixava de ser l'únic dels grupuscles amb predicament relatiu dins del Consell Nacional del Movimiento, finalment va obtenir el nom oficial de «FE de las JONS», para el partido que legalizaría en octubre de 1976.